# Robert Lucas-Tooth
Sir Robert Lucas Lucas-Tooth 7 de diciembre de 1844 – 19 de febrero de 1915) fue un político y primer Baronet australiano.

## Biografía
Nació en Sídney, hijo de Edwin Tooth y Sarah Lucas, y se educó en la Universidad de Eton. Regresó a Australia en 1863, se unió a la empresa familiar y se involucró en el negocio de la cervecería. Poseía tierras cerca de Bega. El 2 de enero de 1873 se casó con Helen Tooth;  tuvieron seis hijos. Desde 1880 hasta 1884 representó a Monaro en la Asamblea Legislativa de Nueva Gales del Sur. 

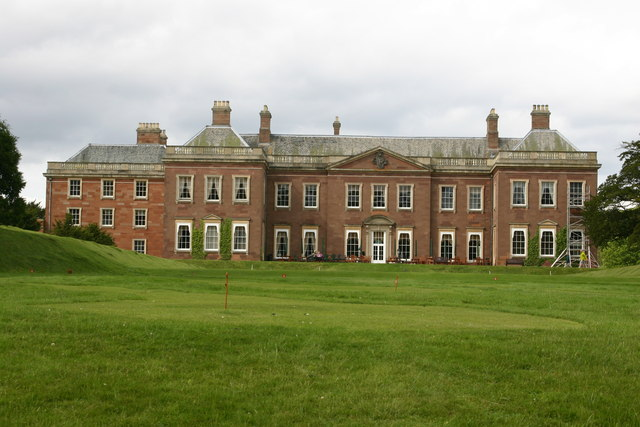
Casa de Holme Lacy, Herefordshire

En 1889 se estableció en Inglaterra, aunque permaneció involucrado en los intereses de Australia y la visitó con frecuencia. En 1895 se postuló como Conservador en la Cámara de los Comunes, pero fue derrotado. En 1904 tomó el nombre de Lucas-Tooth y se convirtió en baronet. En 1910 compró la Casa de Holme Lacy del Conde de Chesterfield y la modernizó, le instaló el sistema de electricidad y el alcantarillado.
Como filántropo dio:
- en 1913, una donación por £50.000 al Príncipe Alexander de Teck para apoyarlo en su fondo (del príncipe) para ayudar y ampliar las instalaciones en el "entrenamiento físico y moral de los niños". Se le dio su nombre al fondo y se creó una medalla llamada "Fondo de Capacitación para la Eficiencia de los Niños de Lucas-Tooth" a mediados del año 1916 para recompensar a los cadetes militares que así lo merecían;
- el mismo año, una donación por £1.000 al Fondo de Ayuda para la Expedición a la Antártida de Mawson, ayudando al "Aurora" a llegar a la Tierra del Rey George V y traer de regreso al Dr. Douglas Mawson y otros seis que pasaron el invierno allí después de una serie de calamidades;
- en 1914 también contribuyó con £10.000 al Hospital de Campo de Lady Dudley en apoyo a la guerra australiana.[1]

Murió en Holme Lacy en 1915. Sus dos hijos mayores murieron en acción durante la primera parte de la Primera Guerra Mundial y el más joven, Archibald, que lo había sucedido como Segundo Baronet, también murió de neumonía en el servicio militar de 1918. Aunque dos de sus hijos se casaron, no tuvieron herederos varones y la baronetidad se extinguió. La Casa de Holme Lacy se vendió en 1919 a R. Hadden Tebb. Su esposa Helen murió en Cheltenham en 1942.